# Olga Lowina
Olga Lowina, pseudoniem van Olga Helena Lewina Musters (Boekelo, 15 november 1924 – Rotterdam, 4 april 1994), was een Nederlands zangeres die zich op het jodelen toelegde. Mede door Lowina beleefde Nederland diverse jodelrages.

## Wetenswaardigheden
Lowina is door haar vader vernoemd naar het kachelmerk OLGA.
In 1974 werd zij benoemd tot ereburger van de Oostenrijkse plaats Steinach.
In 1988 stond zij in een uitverkocht Paradiso in Amsterdam.
Zij was getrouwd.

## In populaire cultuur
- De naam van het personage Olga Lawina in de stripreeks Agent 327 is een parodie op het pseudoniem Lowina.